# 克滕湖

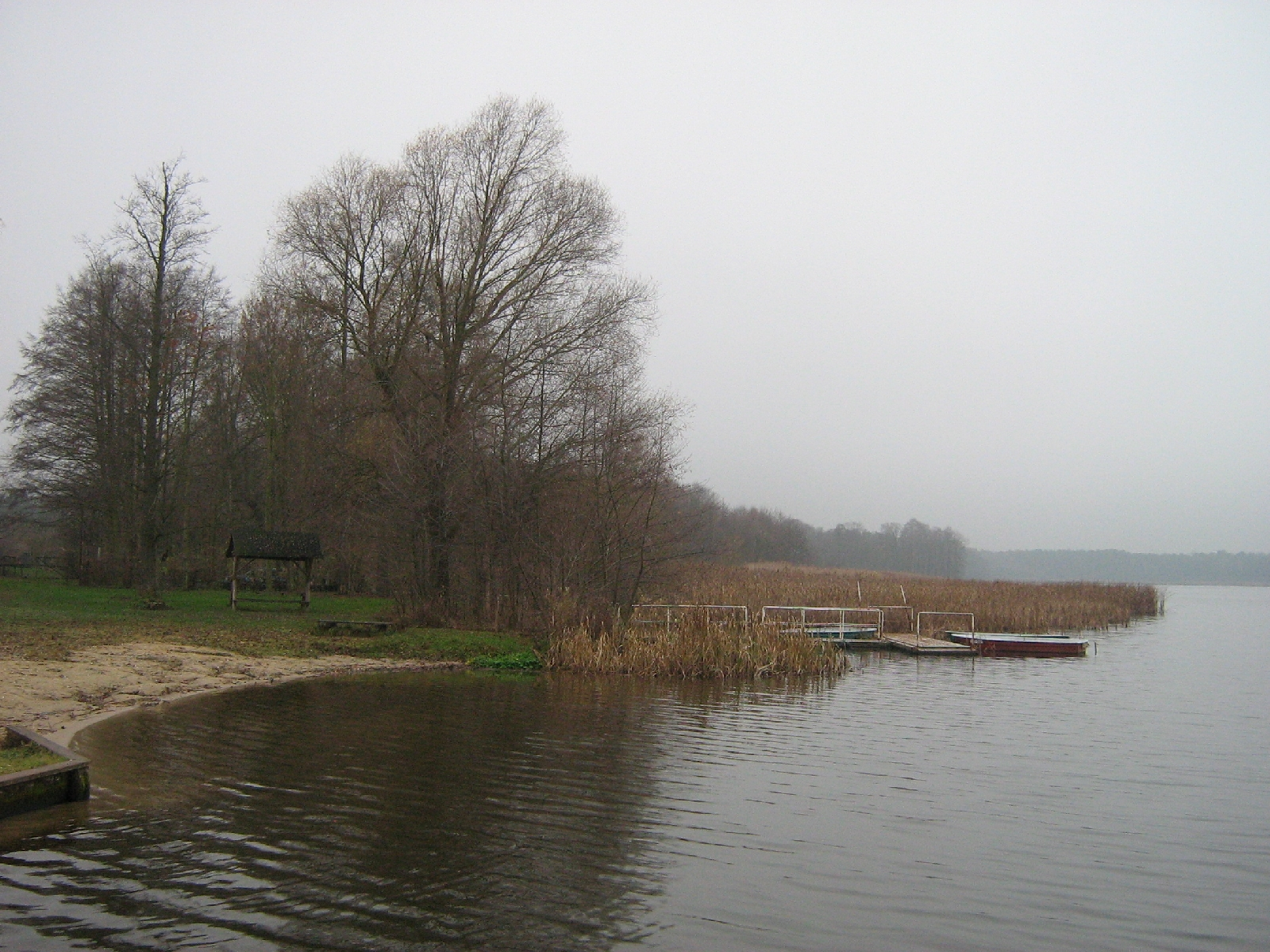

52°4′49.5″N 13°48′43.0″E / 52.080417°N 13.811944°E
克滕湖（德語：Köthener See），是德國的湖泊，位於該國西南部，由勃蘭登堡州負責管轄，處於達默-施普雷瓦爾德縣，長2.3公里、寬1公里，面積1.5平方公里，海拔高度43米，最大水深2米。